# Sergei Wladimirowitsch Sborowski
Sergei Wladimirowitsch Sborowski (russisch Сергей Владимирович Зборовский; englische Transkription: Sergei Vladimirovich Zborovsky; * 21. Februar 1997 in Moskau) ist ein russischer Eishockeyspieler, der seit Mai 2020 bei Awtomobilist Jekaterinburg aus der Kontinentalen Hockey-Liga (KHL) unter Vertrag steht und dort auf der Position des Verteidigers spielt.

## Karriere
Sergei Sborowski stammt aus dem Nachwuchsbereich des HK ZSKA Moskau, für den er bis 2011 aktiv war. Anschließend wechselte er zu den Junioren des HK Dynamo Moskau, für dessen verschiedene Juniorenteams er in regionalen Ligen spielte. Ab Januar 2014 kam er zudem beim HK MWD Balaschicha zum Einsatz, der Juniorenmannschaft Dynamos in der Molodjoschnaja Chokkeinaja Liga. Beim KHL Junior Draft 2014 zog ihn Dynamo in der zweiten Runde als insgesamt 48. Akteur.
2014 ging er nach Nordamerika zu den Regina Pats aus der Western Hockey League, die ihn beim CHL Import Draft des Jahres in der ersten Runde an Position 39 gezogen hatten. Der Verteidiger wurde im NHL Entry Draft 2015 in der dritten Runde als insgesamt 79. Spieler von den New York Rangers ausgewählt. Im Juli 2016 wurde Sborowski von den Rangers per Dreijahres-Einstiegsvertrag verpflichtet. In der Folge verbrachte der Verteidiger ein weiteres Jahr in der OHL bei den Pats, mit denen er in der Saison 2016/17 die Scotty Munro Memorial Trophy als bestes Team der regulären Saison gewann. Er selbst führte die Liga dabei in der Plus/Minus-Statistik an, sodass er mit dem WHL Plus-Minus Award ausgezeichnet wurde.
Für das folgende Spieljahr wechselte der Russe in den Profibereich, wo er für die Rangers-Farmteams in der American Hockey League und ECHL eingesetzt wurde. Dabei verbrachte er den Großteil der Spielzeit bei den Greenville Swamp Rabbits in der ECHL, während er lediglich zehnmal für das Hartford Wolf Pack in der AHL auflief. Im Juni 2018 löste New York den bestehenden Vertrag mit dem Russen vorzeitig auf, der daraufhin in sein Heimatland zurückkehrte. Er unterzeichnete einen Vertrag beim HK Sotschi aus der Kontinentalen Hockey-Liga und wechselte nach einem Jahr zu Torpedo Nischni Nowgorod. Anschließend zog es ihn im Sommer 2020 zu Awtomobilist Jekaterinburg.

### International
Für Russland nahm Sborowski im Juniorenbereich an der U20-Weltmeisterschaft 2017 teil und gewann dort mit seiner Mannschaft die Bronzemedaille.

## Erfolge und Auszeichnungen
- 2017 Bronzemedaille bei der U20-Junioren-Weltmeisterschaft
- 2017 WHL Plus-Minus Award
- 2017 WHL (East) Second All-Star Team